# Transport kolejowy w Kenii

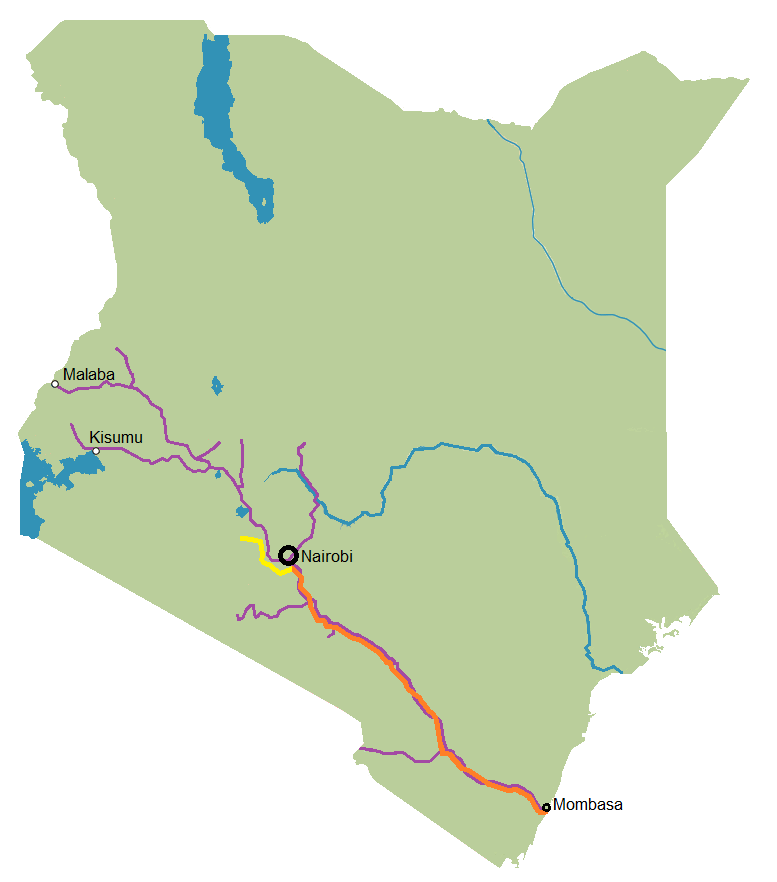
Mapa sieci kolejowej Kenii. Na fioletowo oznaczono linie o rozstawie 1000 mm, na pomarańczowo linię normalnotorową Mombasa – Nairobi, zaś na żółto linię normalnotorową Nairobi – Naivasha

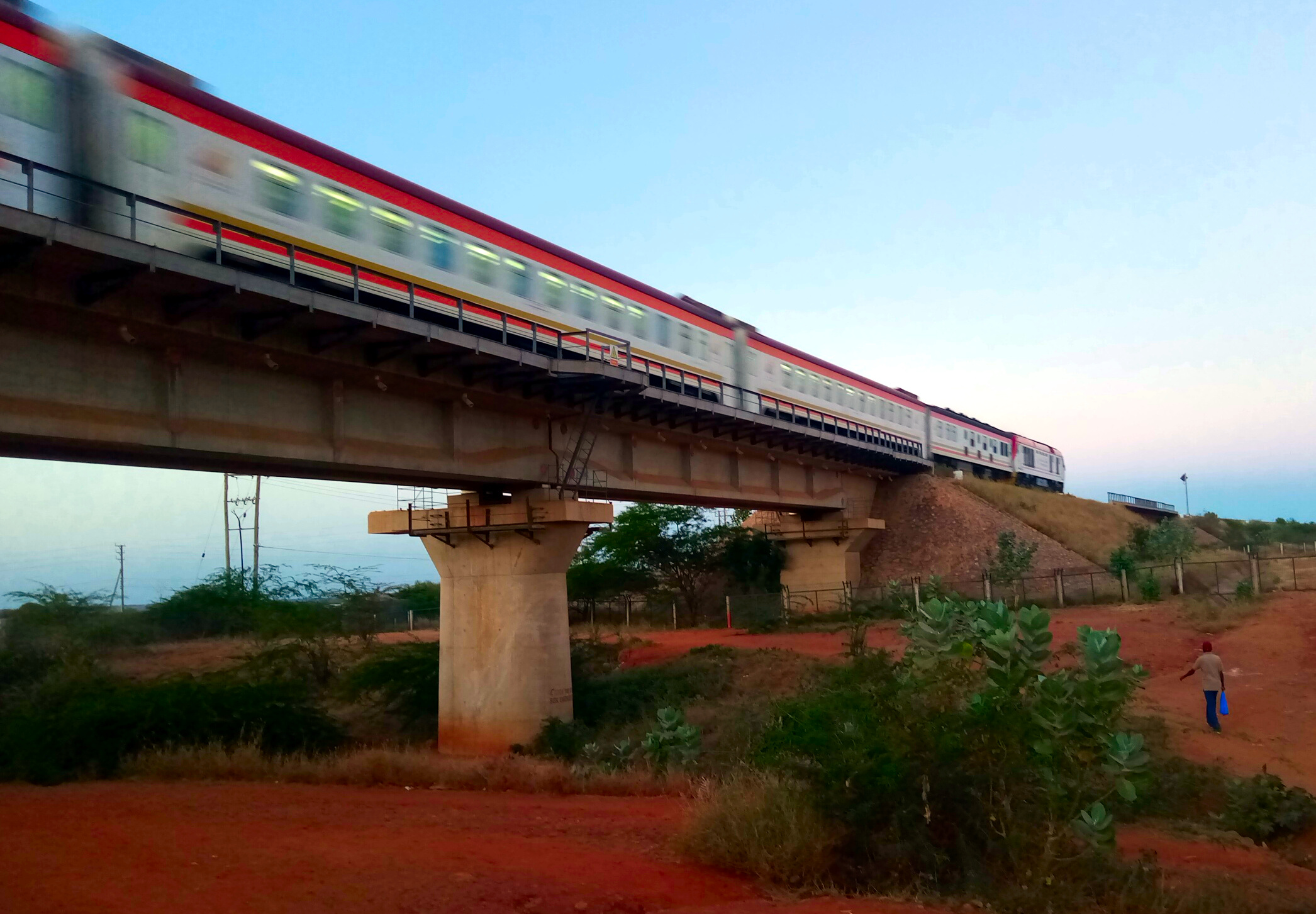
Pociąg Madaraka Express na wiadukcie linii normalnotorowej Mombasa – Nairobi

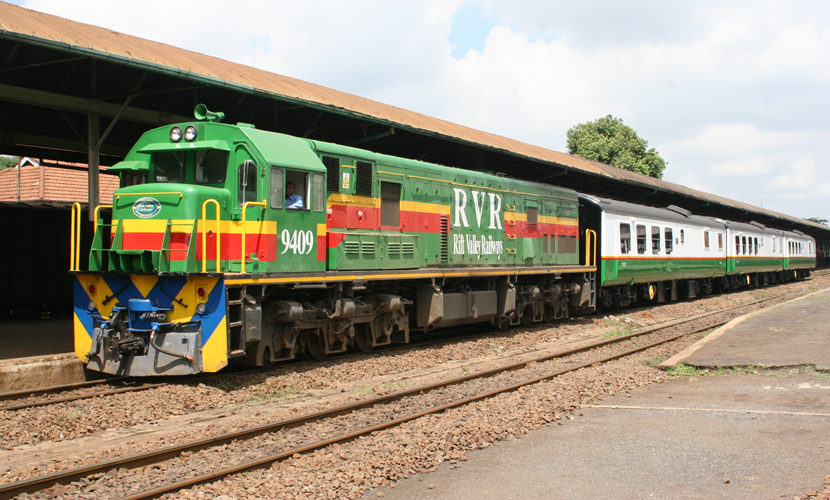
Lokomotywa (wąskotorowa) GE U26C na stacji Nairobi

Transport kolejowy w Kenii – system transportu kolejowego działający na terenie Kenii.
W Kenii istnieje 3819 km linii kolejowych, z czego 485 km to linie normalnotorowe, zaś 3334 km to linie o metrowym rozstawie szyn. Wszystkie linie są niezelektryfikowane. Państwowy przewoźnik to Kenya Railways Company.

## Historia
Historia transportu kolejowego w Kenii sięga lat 1891–1895, kiedy w parlamencie brytyjskim toczyły się burzliwe debaty na temat konieczności budowy linii kolejowej przez tereny należące do Masajów.
30 maja 1896 roku rozpoczęto budowę linii kolejowej Mombasa – Kisumu, pod nazwą Uganda Railway. Linia ta w 1899 roku dotarła do Nairobi, w 1900 roku osiągnęła Nakuru, zaś 19 grudnia 1901 dotarła do Port Florence (ob. Kisumu).
W 1915 roku otwartą linię Konza – Magadi.
W 1920 roku otwarto linię Voi – Taveta.
W 1924 roku otwarto linię Londiani – Eldoret.
26 lutego 1926 roku Uganda Railway przemianowano na Kenya and Uganda Railways, zaś 27 grudnia 1927 roku przedsiębiorstwo uzyskało nazwę Kenya and Uganda Railways and Harbours (w tłumaczeniu: Koleje i Porty Kenii i Ugandy).
W 1930 roku otwarto linię Nairobi – Nanyuki.
W 1932 roku otwarto linię Kisumu – Butere.
1 maja 1948 roku Kenya and Uganda Railways and Harbours przemianowano na East Africa Railways and Harbours. Następnie 1 czerwca 1969 roku przedsiębiorstwo przekształcono w East Africa Railways Corporation. Wraz z dekolonizacją, w 1977 roku przedsiębiorstwo zlikwidowano.
20 stycznia 1978 roku parlament nowopowstałej Kenii utworzył Kenya Railway Corporation.
1 stycznia 2015 roku rozpoczęto budowę normalnotorowej linii kolejowej Nairobi – Mombasa. Linia liczy około ta 500 km. 31 maja 2017 roku na linii otwarto przewozy pasażerskie (kursują tu pociągi Madaraka Express), zaś w 2018 r. ruszyły na tej trasie przewozy towarowe. W 2019 roku linię przedłużono o 120 km do Naivashy. Koszt ukończenia obu etapów, który w ramach zwrotnej pożyczki pokrył rząd Chin, wyniósł ponad 4,7 mld USD. Obecnie trwają prace nad przedłużeniem linii do Kisumu. Docelowo linia ma biec do granicy z Ugandą.